# توماس آدامز
توماس آدامز (بالإنجليزية: Thomas Adams)‏ ( 4 مايو 1818 - 7 فبراير 1905 )، عالم أمريكي في القرن التاسع عشر، سبب شهرته هو اختراع العلكة فقام باختراع العلكة وكان من مؤسسي صناعة العلكة في أمريكا، انضم في نهاية المطاف مع صانع العلكة الأمريكي وليام ريجلي جونيور.

## صناعة العلكة
تصور آدمز فكرة العلكة في الوقت الذي كان يعمل فيه كسكرتير للزعيم المكسيكي السابق أنطونيو لوبيز دي سانتا آنا.
آدامز حاول وضع الصمغ في المطاط للإطارات . وعندما فشل في وضع الصمغ إلى المطاط حاول جاهدا لصناعة شيئا مشابها لها وتوصل بعد ذلك إلى العلكة، التي لا تزال تنتج حتى اليوم